# Halowe Mistrzostwa Świata w Lekkoatletyce 2003 – bieg na 800 m kobiet
Bieg na 800 m kobiet – jedna z konkurencji rozgrywanych podczas halowych mistrzostw świata w lekkoatletyce w 2003. Eliminacje odbyły się 14 marca, półfinały miały miejsce 15 marca, finał zaś został rozegrany 16 marca.
Do eliminacji zgłoszonych zostało 20 zawodniczek z 15 państw.
Zawody w tej konkurencji wygrała reprezentantka Mozambiku Maria Mutola. Drugą pozycję zajęła zawodniczka z Austrii Stephanie Graf, trzecią zaś reprezentująca Hiszpanię Mayte Martínez.

## Wyniki

### Eliminacje
Źródło: 
Bieg 1
| Miejsce | Zawodniczka          | Państwo  | Wynik   | Uwagi |
| ------- | -------------------- | -------- | ------- | ----- |
| 1.      | Jolanda Čeplak       | Słowenia | 2:02,12 |       |
| 2.      | Amina Ait Hamou      | Maroko   | 2:02,32 |       |
| 3.      | Lwiza John           | Tanzania | 2:03,80 | SB    |
| 4.      | Letitia Vriesde      | Surinam  | 2:03,82 |       |
| –       | Jekatierina Puzanowa | Rosja    | 2:02,65 |       |

Bieg 2
| Miejsce | Zawodniczka     | Państwo           | Wynik   | Uwagi |
| ------- | --------------- | ----------------- | ------- | ----- |
| 1.      | Stephanie Graf  | Austria           | 2:01,93 |       |
| 2.      | Agnes Samaria   | Namibia           | 2:02,16 |       |
| 3.      | Miho Satō       | Japonia           | 2:03,55 |       |
| 4.      | Sandra Teixeira | Portugalia        | 2:06,24 |       |
| –       | Sasha Spencer   | Stany Zjednoczone | DSQ     |       |

Bieg 3
| Miejsce | Zawodniczka    | Państwo           | Wynik   | Uwagi |
| ------- | -------------- | ----------------- | ------- | ----- |
| 1.      | Mayte Martínez | Hiszpania         | 2:05,16 |       |
| 2.      | Joanne Fenn    | Wielka Brytania   | 2:05,45 |       |
| 3.      | Tetiana Petluk | Ukraina           | 2:06,21 |       |
| 4.      | Chantee Earl   | Stany Zjednoczone | 2:08,49 |       |
| –       | Nédia Semedo   | Portugalia        | DNF     |       |

Bieg 4
| Miejsce | Zawodniczka        | Państwo   | Wynik   | Uwagi |
| ------- | ------------------ | --------- | ------- | ----- |
| 1.      | Maria Mutola       | Mozambik  | 2:03,33 |       |
| 2.      | Diane Cummins      | Kanada    | 2:03,62 |       |
| 3.      | Brigita Langerholc | Słowenia  | 2:03,79 |       |
| 4.      | Nadieżda Worobjewa | Rosja     | 2:04,68 |       |
| 5.      | Esther Desviat     | Hiszpania | 2:04,96 |       |

### Półfinały
Źródło: 
Bieg 1
| Miejsce | Zawodniczka          | Państwo  | Wynik   | Uwagi |
| ------- | -------------------- | -------- | ------- | ----- |
| 1.      | Maria Mutola         | Mozambik | 1:59,99 |       |
| 2.      | Jolanda Čeplak       | Słowenia | 2:00,14 |       |
| 3.      | Diane Cummins        | Kanada   | 2:00,94 |       |
| 4.      | Lwiza John           | Tanzania | 2:03,76 | SB    |
| 5.      | Miho Satō            | Japonia  | 2:05,66 |       |
| –       | Jekatierina Puzanowa | Rosja    | 2:00,73 |       |

Bieg 2
| Miejsce | Zawodniczka        | Państwo         | Wynik   | Uwagi |
| ------- | ------------------ | --------------- | ------- | ----- |
| 1.      | Stephanie Graf     | Austria         | 1:59,75 |       |
| 2.      | Mayte Martínez     | Hiszpania       | 1:59,82 | NR    |
| 3.      | Joanne Fenn        | Wielka Brytania | 1:59,83 |       |
| 4.      | Agnes Samaria      | Namibia         | 2:01,29 |       |
| 5.      | Mina Ait Hamou     | Maroko          | 2:04,18 |       |
| 6.      | Brigita Langerholc | Słowenia        | 2:04,75 |       |

### Finał
Źródło: 
| Miejsce | Zawodniczka          | Państwo         | Wynik   | Uwagi |
| ------- | -------------------- | --------------- | ------- | ----- |
| 01 !    | Maria Mutola         | Mozambik        | 1:58,94 |       |
| 02 !    | Stephanie Graf       | Austria         | 1:59,39 | SB    |
| 03 !    | Mayte Martínez       | Hiszpania       | 1:59,53 | NR    |
| 4.      | Jolanda Čeplak       | Słowenia        | 1:59,54 | SB    |
| 5.      | Joanne Fenn          | Wielka Brytania | 1:59,95 |       |
| –       | Jekatierina Puzanowa | Rosja           | 2:00,86 |       |